# 金华专区
金华专区，中华人民共和国浙江省已撤销的专区，在今浙江省西南部。
1949年置，专员公署驻金华市。辖金华、兰溪2市和金华、磐安、永康、义乌、东阳、兰溪、武义、浦江、汤溪9县。1950年，原建德专区所属建德、淳安、寿昌、遂安4县划入金华专区；撤销金华市，并入金华县；撤销兰溪市，并入兰溪县。1951年，复设金华市。专区辖1市、13县。
1952年，原属丽水专区的缙云县划入金华专区。1953年，原由省直辖的诸暨县及原临安专区所属桐庐、分水2县划入金华专区；金华市改由省直辖。专区辖17县。1954年，将建德、淳安、遂安、分水、桐庐、寿昌6县划归建德专区；原衢州专区所属衢县、江山、龙游、宣平、松阳、常山、遂昌7县划入金华专区。1957年，诸暨县划归宁波专区。金华专区辖17县。
1958年，原由省直辖的金华市及原建德专区所属桐庐、开化、建德、淳安4县划入金华专区；对专区辖县作以下调整：
1. 撤销汤溪县，并入金华县；
2. 撤销宣平县，并入武义、丽水2县；
3. 撤销武义县，并入永康县；
4. 撤销磐安县，并入东阳县；
5. 撤销松阳县，并入遂昌县；
6. 撤销常山县，并入衢县。

调整后，金华专区辖1市、15县。
1960年，撤销龙游县，并入衢县；撤销浦江县，并入义乌、兰溪2县；将桐庐县划归杭州市。1961年，恢复武义、常山2县。专区辖1市、14县。1962年，撤销金华市，并入金华县。1963年，将遂昌、缙云2县划归丽水专区；建德、淳安2县划归杭州市。1966年，恢复浦江县。金华专区辖11县。1973年，撤销金华专区，改置金华地区。